# Kreuzkapelle (Goßmannsdorf am Main)

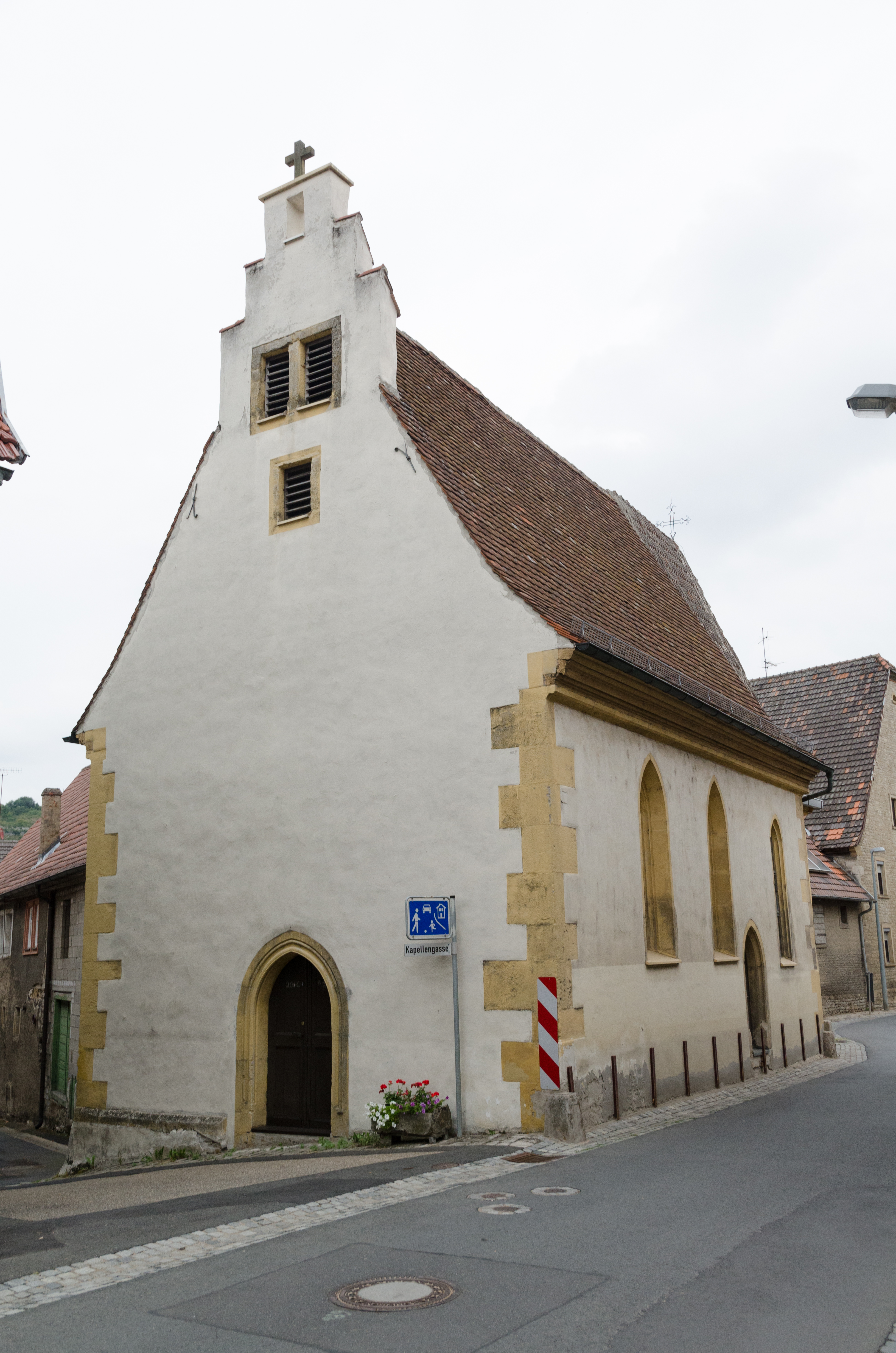
Kreuzkapelle (Goßmannsdorf am Main)

Die römisch-katholische Kreuzkapelle ist ein denkmalgeschütztes Kirchengebäude, das in Goßmannsdorf am Main steht, einem Gemeindeteil der Stadt Ochsenfurt im Landkreis Würzburg (Unterfranken, Bayern). Das Bauwerk ist unter der Denkmalnummer D-6-79-170-279 als Baudenkmal in der Bayerischen Denkmalliste eingetragen. Die Kapelle gehört zur Pfarrei Goßmannsdorf in der Pfarreiengemeinschaft Tückelhausen im Dekanat Ochsenfurt des Bistums Würzburg.

## Beschreibung
Die gotische Saalkirche stammt im Kern aus dem 15. Jahrhundert. Sie wurde im 17. Jahrhundert verändert und neu ausgestattet. Die Kapelle besteht aus dem Kirchenschiff, das mit einem Satteldach bedeckt ist, und einem eingezogenen Chor mit dreiseitigem Schluss im Osten. Die Westseite hat in Höhe des Dachfirstes einen Staffelgiebel mit Klangarkaden, hinter denen sich ursprünglich der Glockenstuhl befand, in dem zwei Kirchenglocken hingen, die im Zweiten Weltkrieg eingeschmolzen wurden. Heute befindet sich eine Glocke in einem Glockenstuhl im Dachstuhl. Der Innenraum hat eine U-förmige Empore. Die Kirchenausstattung ist überwiegend barock, so der Hochaltar. Im Chor befinden sich ein um 1400 entstandener Bildstock und das gotische Chorgestühl.